# Stafhent
Stafhent fue una forma métrica de composición, de las más antiguas en la poesía escáldica, que se conservan algunos poemas en Skálholtsbók. Se compone de dos grupos octosilábicos con cuatro acentuaciones, y rima en 'aabb'. Las rimas son siempre en masculino. Por su evolución, es posible que todos los poemas de este estilo tuviesen su origen en la métrica samhent.